# Odd Westbye
Odd Westbye (* 1920 in Oslo; † unbekannt) war ein norwegischer Radrennfahrer und nationaler Meister im Radsport.

## Sportliche Laufbahn
Westbye war im Straßenradsport aktiv. 1940 gewann er den norwegischen Titel im Straßenrennen. Nach dem Zweiten Weltkrieg setzte er seine Karriere fort und gewann 1946 die nationale Meisterschaft in der Mannschaftswertung des Straßenrennens mit Erling Pedersen und Jon Altern. 1947 verteidigte er mit Arnfinn Mortensen und Jon Altern den Titel. 1948 siegte Westby erneut gemeinsam mit Erling Pedersen und Jon Altern.